# 琉球真珠

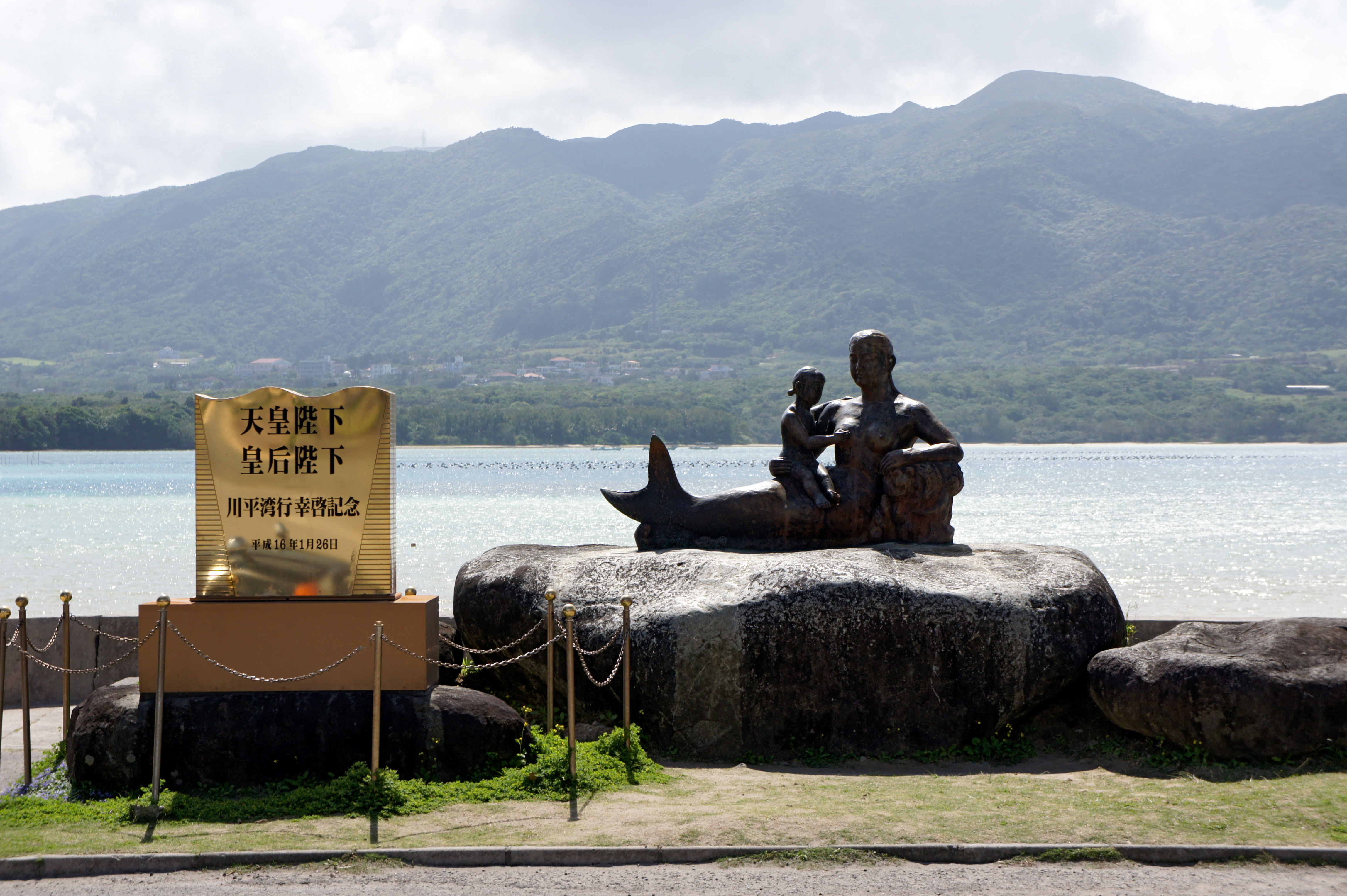
本社敷地内にある人魚像

琉球真珠株式会社（りゅうきゅうしんじゅ）は、沖縄県石垣市川平に本社を置き、真珠の養殖、加工、販売等を行う株式会社である。

## 概要
八重山列島石垣島の川平湾及び西表島の船浮湾に養殖場を有し、黒蝶真珠（黒真珠）及び白蝶真珠（南洋真珠）を養殖するとともに、加工、販売を行っている。
- 本社・川平本店・川平養殖場 - 沖縄県石垣市川平934[1]
- 西表養殖場 - 沖縄県八重山郡竹富町西表2480[1]
- 石垣店 - 沖縄県石垣市美崎町3
- 石垣空港店 - 沖縄県石垣市白保1960-104-1 石垣空港国内線ターミナル
- 浦添パルコシティ店 - 沖縄県浦添市西洲3-1-1 サンエー浦添西海岸 PARCO CITY

## 沿革
1951年(昭和26年)11月19日、アメリカ統治下の沖縄県石垣市の石垣島川平湾で、球陽真珠海綿養殖株式会社（球陽真珠）として創業。米国民政府が外資（日本本土の資本）導入を許可した第1号で、大阪の宝石商が40%を出資し、沖縄からは稲嶺一郎らが60%を出資した。初代社長には、初代八重山支庁長を務めた宮良長詳が就任した。
1952年（昭和27年）4月に三重県から技術者を招いて操業を開始。しかし、黒真珠の養殖事業は難航し、1954年（昭和29年）に行われた初の収穫（浜揚げ）では、クロチョウガイから112個の真珠を収穫したもののその色や形は質の悪いものばかりで、以降も良質の真珠がごくわずかしか収穫できない年が続いた。1958年（昭和33年）には、黒蝶真珠の養殖は不可能との結論に達した本土側の技術者及び役員全員が引き揚げ、養殖場に残ったのは3人だけになった。戦後の沖縄では、川平湾の球陽真珠を含め9ヶ所で真珠養殖場が事業化されたが、1963年（昭和38年）までに球陽真珠をのぞきすべてが事業から撤退した。また、奄美、鹿児島、高知でもクロチョウガイの養殖が試みられたが、これらも失敗に終わった。
1962年（昭和37年）4月12日、稲嶺一郎が設立した琉球石油の全面支援を受け、社名を琉球真珠株式会社に改称するとともに、再発足。稲嶺は取締役会長に就任した。1964年（昭和39年）から1966年（昭和41年）にかけて御木本真珠と共同研究を行うも、はかばかしい成果は得られなかった。
そのような中、1968年（昭和43年）、体液が多いクロチョウガイへの挿核手術において、体液を減少させることにより、手術を容易にするとともに、挿核不良や脱核を防止する技術を開発。この方法により挿核された貝が浜揚げされた1970年（昭和45年）5月には、黒蝶真珠の産出個数及びサイズが飛躍的に向上。量産に成功した。当時、産出した黒蝶真珠はミキモトを通じて世界各地に販売されており、1975年（昭和50年）5月にエリザベス2世が訪日しミキモト真珠島を訪れた際には、ミキモトから川平湾産の黒蝶真珠が贈呈された。

### 年表
- 1951年（昭和26年）11月19日 - 球陽真珠海綿養殖株式会社として創立[1]。
- 1962年（昭和37年）4月12日 - 琉球真珠株式会社に社名変更[1]。
- 1963年（昭和38年）2月24日 - 川平養殖場で初の真円黒真珠採取に成功[4]。
- 1970年（昭和45年） - 世界で初めて黒蝶真珠の量産に成功[1]。
- 1971年（昭和46年） - 県水産試験場との共同研究でクロチョウガイの人工採苗に成功[1]。
- 1974年（昭和49年） - 西表島船浮湾に西表島船浮養殖場を開設[1]。
- 1975年（昭和50年）5月2日 - 琉球黒真珠センター（現川平本店）落成[6]。
- 1979年（昭和54年） - 石垣店開店[1]。
- 1984年（昭和59年） - 世界で初めてシロチョウガイの人工採苗に成功[1]。
- 1987年（昭和62年） - 西表島外離に西表島外離養殖場を開設[1]。
- 1991年（平成3年） - 白蝶真珠の試験養殖浜揚げに成功[1][7]。
- 1992年（平成4年） - 西表島船浮養殖場に人工採苗棟が完成[1]。
- 2004年（平成16年） - 販売専門子会社「ペルージェ川平株式会社」設立[1]。
- 2013年（平成25年） - 石垣空港店開店[1]。